# Asymmetrische Information
Asymmetrische Information ist ein wirtschaftswissenschaftlicher Begriff und bezeichnet den Zustand, in dem zwei Vertragsparteien bei Abschluss und/oder Erfüllung eines Vertrags oder Marktteilnehmer nicht über dieselben Informationen verfügen. In der Folge kommt es zu Problemen wie Adverse Selektion und Moral Hazard. Die Auseinandersetzung mit Problemen, die aus asymmetrischen Informationen resultieren, ist Gegenstand der Informationsökonomik sowie der ökonomischen Analyse des (Privat-), Straf- und öffentlichen Rechts.

## Neoklassik
Eine zentrale Annahme neoklassischer ökonomischer Modelle ist die vollständige Information, das heißt die Akteure kennen sämtliche Umweltzustände und können die Handlungen ihrer Vertragsparteien beobachten. Informationen sind kostenlos verfügbar, Verträge sind vollständig, ihre Erfüllung kann kostenlos beobachtet und vollständig durchgesetzt werden.
Trotz dieser in der Realität nicht gegebenen Annahme können neoklassische Modelle in bestimmten Bereichen mit guten Ergebnissen verwendet werden, nämlich dann, wenn ein Partialmarkt dem Modell des vollkommenen Marktes nahekommt, zum Beispiel im Wertpapierhandel.

## Neue Institutionenökonomik
In der Neuen Institutionenökonomik wurde dagegen explizit die Annahme begrenzter Rationalität eingeführt. Informationsbeschaffung ist jetzt nicht mehr kostenlos, sondern verursacht Transaktionskosten.
Je nach Erklärungsziel unterscheidet man drei verschiedene Ansätze innerhalb der neuen Institutionenökonomik:
- die Theorie der Verfügungsrechte befasst sich mit Handlungs- und Verfügungsrechten
- die Transaktionskostentheorie befasst sich mit den Transaktionen, die die Übertragung von Verfügungsrechten betreffen und den daraus resultierenden Kosten
- die Prinzipal-Agent-Theorie wiederum befasst sich mit Auftraggeber-Auftragnehmer-Beziehungen.

## Das Problem asymmetrischer Information
Alle neoinstitutionalistischen Ansätze gehen von beschränkter Rationalität aus, allerdings wird das Problem asymmetrischer Information hauptsächlich in der Prinzipal-Agent-Theorie thematisiert. Betrachtet wird dabei eine Beziehung zwischen einem Auftraggeber (Prinzipal) und einem Auftragnehmer (Agent), die unter anderem dadurch gekennzeichnet ist, dass der Prinzipal über weniger Informationen verfügt als der Agent.
Man unterscheidet dabei drei Grundtypen asymmetrischer Information:

### Verdeckte Eigenschaften
Beim Typ verdeckte Eigenschaften beziehungsweise verborgene Eigenschaften (englisch hidden characteristics) kennt der Prinzipal bestimmte, unveränderliche (beziehungsweise nicht mehr kostenlos veränderbare) Eigenschaften des Agenten (oder der von ihm angebotenen Güter und Dienstleistungen) vor Vertragsabschluss nicht, er kann also die Qualität der angebotenen Leistung vor Vertragserfüllung (ex ante) nicht beurteilen. Daher besteht die Gefahr, dass es zu adverser Selektion (nachteiliger Auswahl) kommt, dass also systematisch unerwünschte Vertragspartner ausgewählt werden. Als ein Beispiel hierfür dient das von George A. Akerlof, in seinem Aufsatz The Market for Lemons beschriebene Phänomen, dass versteckte Charakteristiken Käufer vor Vertragsabschluss die Qualität von Produkten nicht kennen oder beurteilen können und minderwertige Produkte somit am Markt bestehen können („Lemons-Problem“); ein weiteres Beispiel ist der Versicherungsmarkt, wenn die Versicherer nicht beurteilen können, welches Risiko die Versicherten individuell darstellen.

### Verdeckte Handlungen und Verdeckte Informationen
Beim Typ Verdeckte Handlungen und Verdeckte Informationen (englisch hidden action and hidden information) treten die Informationsasymmetrien erst ex post auf, also nach Vertragsabschluss und während der Vertragserfüllung. Verdeckte Handlungen bedeutet, dass der Agent diskretionäre Spielräume hat, da der Prinzipal seine Handlungen nicht (vollständig) beobachten kann. Verdeckte Informationen liegen vor, wenn der Prinzipal zwar die Handlungen beobachten kann, deren Qualität aber (zum Beispiel aufgrund mangelnder Fachkenntnis) nicht einschätzen kann.
Beispiele für Verdeckte Handlungen:
- Arbeitsverhältnisse
- Werkstattaufenthalt eines Autos
- Versicherungsverhältnisse

Beispiele für Verdeckte Informationen:
- Patient-Arzt-Beziehung
- Kreditwürdigkeitsprüfung durch Kreditinstitute
- Verkäufer

In beiden Fällen ist das Problem, dass der Prinzipal auch nach Vertragserfüllung (ex post) nicht beurteilen kann, ob das Ergebnis durch qualifizierte Anstrengungen des Agenten erreicht wurde, oder ob (beziehungsweise wie sehr) die Umweltzustände das Ergebnis beeinflusst haben. Wenn man zum Beispiel mit einem Schnupfen zum Arzt geht und Medikamente verschrieben bekommt, dann ist selten klar, ob die Besserung nicht auch ohne ärztliche Unterstützung eingetreten wäre („Ein Schnupfen dauert eine Woche, geht man zum Arzt nur sieben Tage.“) Dieses Unwissen kann der Agent opportunistisch ausnutzen, ohne nachträglich entlarvt zu werden, was als Moral Hazard bezeichnet wird.
Typische Beispiele sind Kreditinstitute und Versicherer, denn beide sind nicht oder nicht vollständig über das Kreditrisiko oder die versicherte Gefahr informiert (Eintrittswahrscheinlichkeit der Insolvenz des Kreditnehmers oder des Versicherungsschadens beim Versicherungsnehmer). Kreditinstitute versuchen beim Kreditantrag durch die Kreditwürdigkeitsprüfung (§ 18 KWG), Kreditsicherheiten, Eigenfinanzierungsbeitrag des Kreditnehmers und die Kreditzinsen asymmetrische Information zu vermindern. Versicherer verlangen gemäß § 19 Abs. 1 VVG bis zum Abschluss des Versicherungsvertrags eine Anzeigepflicht über die dem Versicherungsnehmer bekannten Gefahrumstände; nach Abschluss des Versicherungsvertrags kann durch Selbstbeteiligung und Versicherungsprämien oder bei der Lebens- oder Krankenversicherung durch Attest/Gesundheitszeugnis und Versicherungsprämien das Risiko der Asymmetrie vermindert werden. Bei Großrisiken können gemäß § 65 VVG, § 210 VVG einzelne Bestimmungen des VVG abdingbar sein. Beide müssen zwischen der vorvertraglichen und der nachvertraglichen Asymmetrie unterscheiden. Eine Rolle spielen sowohl objektive Aspekte des Kredit- und Versicherungsvertrages (englisch hidden characteristics) als auch das für die Vertragsdurchführung maßgebliche subjektive Verhalten der Kredit- und Versicherungsnehmer (englisch hidden action). In der Fachliteratur wird der erste Fall gewöhnlich über die adverse Selektion, letzterer als Moral Hazard behandelt.

### Verdeckte Absichten
Der letzte Typ ist die verdeckte Absichten  beziehungsweise  verborgene Absichten (englisch hidden intention). Selbst wenn der Prinzipal Möglichkeiten hat, das Handeln des Agenten zu beobachten, also wenn keine verdeckte Handlungen- oder verdeckte Informationen-Probleme vorliegen, dann kann es in bestimmten Fällen immer noch zu Problemen dadurch kommen, dass der Prinzipal ex ante die Absichten des Agenten nicht kennt. Tätigt der Prinzipal Investitionen, die er nicht rückgängig machen kann (irreversible spezifische Investitionen beziehungsweise versunkene Kosten), kommt er in ein Abhängigkeitsverhältnis zum Agenten. Er hat nach Vertragsschluss keine Möglichkeit mehr, den Agenten zu einem erwünschten Verhalten zu bewegen (kein glaubwürdiges Drohpotenzial). In diesem Zusammenhang spricht man von der Hold-up-Gefahr, wenn der Agent dies ausnutzen kann, um sich selbst einen Vorteil auf Kosten des Prinzipals zu verschaffen. Ein Beispiel hierfür ist der klassische Entführungs-/Erpressungsfall. Mit der Lösegeldübergabe hat der Prinzipal eine irreversible Investition getätigt und ist auf den guten Willen des Agenten angewiesen, dass dieser den verabredeten Teil (zum Beispiel Freilassung von Geiseln) auch erfüllt.
Die Hold-up-Gefahr stellt also kein Problem einer asymmetrischen Informationsverteilung, sondern vielmehr ein Problem unvollständig ausgehandelter Verträge dar.

## Probleme und Lösungsmöglichkeiten
Asymmetrische Informationsverteilung bei Kooperationen kann sich sowohl vor als auch nach Abschluss eines Kooperationsvertrages auswirken. Ex ante stellt sich das Problem der Auswahl des richtigen Partners. Die asymmetrische Information verhindert vorteilhafte Vertragsbeziehungen. Es kommt ein schlechter Vertrag oder sogar überhaupt kein Vertrag zustande. Ex post, das heißt in einer Kooperation selbst, kann sich asymmetrische Informationsverteilung negativ auf die Stabilität der Kooperation auswirken. Deshalb muss man versuchen, das Problem der asymmetrischen Information in den Griff zu bekommen. Es existieren dabei unterschiedliche Mechanismen zum Abbau asymmetrischer Information oder zur Vermeidung der daraus resultierenden Folgen. Die dabei gegenüber der idealen Lösung entstehenden Kosten (im weitesten Sinne) bezeichnet man als Agency-Kosten.

### Probleme am Beispiel einesJoint-Ventures
Anhand eines Joint Venture als spezieller Kooperationsform lassen sich asymmetrische Informationsverteilungen zwischen den Kooperationspartnern als Prinzipalen und den in das Joint Venture entsandten Kooperationsmanagern als Agenten verdeutlichen. Die ausgewählten Kooperationsmanager können im Vorfeld bewusst bestimmte Eigenschaften verbergen, zum Beispiel indem sie größere Einsatzbereitschaft signalisieren oder bessere Sprachkenntnisse vortäuschen (verdeckte Eigenschaften). Zudem können die Prinzipale nach Entsendung aufgrund der Unkenntnis kultureller Differenzen das Verhalten des Agenten nicht hinreichend beurteilen oder aufgrund geographischer Distanz nicht beobachten. Daraus entstehen für den Agenten Handlungsspielräume für Leistungszurückhaltung (verdeckte Informationen). Die spezifischen Investitionen der Prinzipale in das Joint Venture können durch das nicht vertragskonforme Verhalten des Agenten, zum Beispiel infolge der Androhung der Abwanderung oder einer nachlässigen Geschäftstätigkeit, ausgebeutet werden (verdeckte Absichten).

### Verdeckte Eigenschaften
Hierbei kommen die Beseitigung der Informationsasymmetrie oder die Interessenangleichung als Lösungswege in Frage.

#### Beseitigung der Informationsasymmetrie
Lösungsmöglichkeiten bietet dazu die Prinzipal-Agent-Theorie:
Durch Signaling (Signalisieren, Signalgebung) kann der Agent seine Eigenschaften signalisieren. Hierbei nimmt der Agent Kosten auf sich, um ein bestimmtes Signal zu produzieren. Dabei muss der Nutzen der Signalproduktion (Vorteile abzüglich Kosten) für erwünschte Agenten positiv, für unerwünschte Agenten dagegen negativ sein. Beispiele für Signaling sind Hochschuldiplome, Dekra-Gebrauchtwagensiegel und Ähnliches.
Wenn der Prinzipal dagegen Kosten auf sich nimmt, um mehr über die relevanten Charakteristiken der Agenten zu erfahren, bezeichnet man das als Screening. Beispiele hierfür sind Assessment-Center, Probefahrten und Ähnliches.
Durch ein geeignetes Vertragsmenü kann man Selbstselektion erreichen. Hierbei bietet der Prinzipal verschiedene Verträge an, so dass für die unterschiedlichen Typen von Agenten jeweils nur ein Vertrag optimal ist. Beispiele sind Versicherungsverträge mit unterschiedlich hohen Selbstbeteiligungen. Schlechte Risiken wählen den in der Regel wesentlich teureren Tarif ohne Selbstbeteiligung, während gute Risiken eine höhere Selbstbeteiligung bei niedrigeren Beiträgen akzeptieren.

#### Interessenangleichung
Eine weitere Möglichkeit besteht darin, Verträge so zu konstruieren, dass nur erwünschte Agenten diese unterzeichnen würden. Nur sie besitzen ein Eigeninteresse, unter diesen Bedingungen die Leistung anzubieten. Beispiele sind Garantien, Reputationen etc.

### Verdeckte Handlungen und Verdeckte Informationen
Hierbei ist Hauptmittel zum Abbau der Risiken die Interessenangleichung, zum Beispiel durch Ergebnisbeteiligung des Agenten (anreizkompatibler Vertrag). Die Agenten werden aus Eigeninteresse die vom Prinzipal erwünschte Leistung erfüllen. Beispiele sind Aktienoptionspläne für Manager sowie Produkthaftungsgesetze, Reputation und Ähnliches. Hierbei ist das Problem, dass die Prinzipal-Agent-Theorie von einem risikoneutralen Prinzipal, aber einem risikoaversen Agenten ausgeht, so dass bei einer Ergebnisbeteiligung der Agent ein erhöhtes Risiko tragen muss, was für ihn mit Kosten verbunden ist.
Durch Monitoring (Überwachung) kann der Prinzipal versuchen, die Handlungen des Agenten beobachtbar und sanktionierbar zu machen. Dies verursacht jedoch Monitoring-Kosten; beispielhaft seien die Corporate-Governance-Aktivitäten genannt.

### Costly state verification
Lösung mittels Anreizverträgen, welche Zahlungsmodalitäten sowie einen Kontrollmechanismus festlegen.

### Verdeckte Absichten
Der hold-up-Gefahr kann man nur mittels Interessenangleichung begegnen. Beispiele sind Sicherheiten, langfristigere Verträge und Gegengeschäfte (gegenseitige hold-up-Situation). Hold-up bedeutet, dass ein Vertragspartner einen Spielraum zu seinen Gunsten ausnutzt, der andere dieses Verhalten aber beobachten kann. Beispiele: Betrug, Vertragslücken, ungünstige Vertragsgestaltung.
Wichtig ist dabei zu betonen, dass es sich bei der hold-up-Gefahr nicht um ein Problem asymmetrischer Information handelt.
Lösungsansätze:
- Kooperation durch Hierarchie ersetzen
- Pfand oder Sicherheiten

## Staatliche Lösungen und Markt-Lösungen
Unabhängig davon, ob der Staat Lösungen anbietet (staatliche Zertifizierungen, staatliche Abschlüsse als Signalling, Produkthaftungsgesetz, Gewährleistungsrecht, Mindeststandards), oder ob die Vertragsparteien durch ihren bilateralen Vertrag die aus der Informationsasymmetrie resultierenden Probleme lösen wollen, es kommt immer zu Agency-Kosten. Die ideale Lösung, die bei vollständiger Rationalität und vollständigen Verträgen in der Neoklassik erreichbar wäre, kommt nicht zustande.
Da der Staat aber vereinheitlichte Institutionen bereitstellt, geht die Neue Institutionenökonomik davon aus, dass diese staatlichen Institutionen den Vertragsparteien den Vertragsabschluss erleichtern, da sie auf diese Institutionen Bezug nehmen können. Beispiel: Wenn ein Kunde in ein Kaufhaus geht, muss er die irgendwo ausgehängten allgemeinen Geschäftsbedingungen (AGB) nicht durchlesen, da diese ihn nicht unangemessen benachteiligen dürfen. Das Kaufhaus wiederum muss wenig Kosten aufwenden, um ihm eine zweijährige Gewährleistung zu versprechen, da diese bereits gesetzlich vorgeschrieben ist.
Da aber – trotz staatlich vereinheitlichter Institutionen – weiterhin private Signale gesetzt werden (zum Beispiel geben manche Autohersteller drei Jahre Garantie), schließt die staatliche Regulierung eine Marktlösung nicht aus. Sie setzt in manchen Bereichen nur gewisse Mindeststandards, zum Beispiel im Verbraucherschutz, da der Staat davon ausgeht, dass sich keine vertretbare Marktlösung einstellt.
Auch die Verwertung von Insiderinformation durch Insiderhandel wird von staatlicher Seite durch Sanktionen unterbunden.

### Bücher
- Holger Fleischer: Informationsasymmetrie im Vertragsrecht. Beck, München 2000. ISBN 3-406-46933-7.
- J.-J. Laffont & David Martimort: The Theory of Incentives. The Principal-Agent Model. Princeton University Press, Princeton/Oxford 2002, ISBN 0-691-09184-6.
- I. Macho-Stadler & J. David Perez-Castrillo: An Introduction to the Economics of Information. Incentives and Contract. 2. Auflage. Oxford University Press, Oxford/New York 2001, ISBN 0-19-924325-5.
- Arnold Picot, Helmut Dietl & Egon Franck: Organisation. 4. Auflage. Schäffer-Poeschel, Stuttgart 2005, ISBN 3-7910-2371-3.
- Bernd Slaghuis: Vertragsmanagement für Investitionsprojekte, Quantitative Projektplanung zur Unterstützung des Contract Managements unter Berücksichtigung von Informationsasymmetrie. 2005, ISBN 3-631-54210-0.

### Aufsätze
- G. A. Akerlof: The Market for „Lemons“: Quality Uncertainty and the Market Mechanisms. In: Quarterly Journal of Economics. Vol. 84(3), 1970, S. 488–500 (PDF; 557 kB).
- Michael Jensen & William Meckling: Theory of the firm: Managerial behavior, agency costs, and ownership structure. In: Journal of Financial Economics. Vol. 3(4), 1976, S. 305–360 (Abstract).
- Joseph Stiglitz: The Contributions of the Economics of Information to Twentieth Century Economics. In: Quarterly Journal of Economics. Vol. 115(4), 2000, S. 1441–1478 (PDF; 2,3 MB).
- Markus Spiwoks, Kilian Bizer & Oliver Hein: Informational Cascades: Erklärung für rationales Herdenverhalten oder nur eine Fata Morgana? In: Sofia-Diskussionsbeiträge zur Institutionenanalyse. Nr. 06-3, (PDF; 454 kB).
- Michael Spence: Signaling, Screening, and Information. In: Studies in Labor Markets. 1981, S. 319–358, (PDF).